# Dub Moudrosti
Dub Moudrosti je památný strom, zdravý dub letní (Quercus robur), s kmenem bez dutin a poškození, v koruně je malý počet suchých větví. Strom se nachází v Karlových Varech v městské čtvrti Drahovice u chodníku v ulici Lidická asi 100 m od křižovatky s ulicí Národní, na okraji areálu Pedagogické školy. Solitérní strom má měřený obvod 368 cm, výšku 21 m (měření 2010). Za památný byl vyhlášen v roce 2004 jako esteticky zajímavý strom, významný stářím a vzrůstem.

## Stromy v okolí
- Mozartův dub
- Dub Jana Ámose Komenského
- Hrušeň v Drahovicích
- Dub pod rozvodnou
- Buk u Harta